# Sam Baddeley
Samuel „Sam“ Baddeley (* 12. September 1884 in Norton-in-the-Moors; † 1958) war ein englischer Fußballspieler.

## Karriere
Baddeley spielte für die Amateurklubs Ball Green, Endon und Norton, bevor er im Oktober 1905 zu Burslem Port Vale kam. Dort spielte er zunächst auf seiner angestammten Position als Halbstürmer, auf welcher er am 1. September 1906 bei einer 1:2-Niederlage gegen Leicester Fosse auch in der Football League Second Division debütierte. Ab Ende Oktober 1906 rückte er erneut in der Mannschaft, wurde fortan jedoch auf der Mittelläuferposition aufgeboten und kam so bis Saisonende auf 30 Ligaeinsätze. Zumeist bildete er gemeinsam mit Bert Eardley und Joe Holyhead die Läuferreihe, im späteren Saisonverlauf wurde Eardley durch Joe Brough ersetzt.
In der Saisonpause erklärte Port Vale aus finanziellen Gründen den Rückzug aus der Football League, Baddeley schloss sich daraufhin dem Stadtrivalen und ehemaligen Ligakonkurrenten FC Stoke an, bei welchem bereits seine Cousins, das Brüderpaar Amos und George Baddeley, spielten. Während seine Cousins regelmäßig zu Einsätzen kamen, bestritt Baddeley in der Zweitligasaison 1907/08 lediglich eine Pflichtspielpartie für die erste Mannschaft, zumeist war die Mittelläuferposition von Louis Williams besetzt. Am Saisonende meldete sich auch Stoke von der Football League ab und trat die nächsten Jahre in der Birmingham & District League und der Southern League an; dabei war er auch an den Meisterschaften 1911 (B&DL) und als Ergänzungsspieler 1915 (Second Division der SL) beteiligt, bis 1915 kam er auf neun Tore in 203 Pflichtspieleinsätzen.
1910 (1:2 gegen die Reserve von Aston Villa) und 1914 (2:1 im Wiederholungsspiel gegen Port Vale) stand er mit Stoke im Finale um den Birmingham Senior Cup. Im November 1913 gewann er mit dem Klub zudem den Staffordshire Senior Cup durch einen 4:2-Erfolg über den FC Walsall, wobei die Partie für Baddeley im Laufe der ersten Halbzeit beendet war: nach einem Foul an Walsalls Linksaußen Wootton revanchierte sich dieser mit einem Schlag ins Gesicht, der nicht unerwidert blieb. Der Schiedsrichter schickte beide Spieler vom Feld, Baddeley wurde, nachdem er bereits Anfang des Jahres im Erstrunden-Wiederholungsspiel des FA Cups gegen den FC Reading (Endstand 0:3) wegen rohen Spiels des Feldes verwiesen worden war, für 28 Tage gesperrt.
Im Sommer 1915 wurde Stoke zurück in die Football League gewählt, mit der Aussetzung des regulären Spielbetriebs für vier Jahre wegen des Ersten Weltkriegs endete Baddeleys höherklassige Fußballerlaufbahn. Später soll er noch für Kidsgrove Wellington gespielt haben.